# Косолапов, Пётр Павлович
Пётр Павлович Косолапов (15 сентября 1901 года, с. Бобровка, Бузулукский уезд, Самарская губерния — 2 сентября 1953 года, Тирасполь) — советский военный деятель, генерал-майор (27 июня 1945 года).

## Начальная биография
Пётр Павлович Косолапов 15 сентября 1901 года родился в селе Бобровка Бузулукского уезда Самарской губернии.

## Военная служба

### Гражданская война
В сентябре 1919 года призван в ряды РККА и направлен в 121-й стрелковый полк в составе 25-й Чапаевской стрелковой дивизии, после чего принимал участие в боевых действиях на Уральском фронте.
В феврале 1920 года направлен в запасной стрелковый полк, дислоцированный в Самаре, а в июне того же года переведён в отряд особого назначения при Реввоенсовете Заволжского военного округа. В период с октября 1920 по июнь 1921 года красноармейцем Заволжской стрелковой бригады участвовал в подавлении восстания под командованием А. С. Антонова на территории Тамбовской губернии.

### Межвоенное время
В августе 1921 года направлен на учёбу в дивизионную школу младшего начсостава Донецкой дивизии войск ВЧК, после окончания которого в мае 1922 года был назначен на должность помощника командира взвода в 1-м стрелковом полку, а с июля того же года служил на должностях помощника командира взвода и старшины в составе отряда особого назначения при Коллегии ОГПУ ВЧК.
В 1924 году П. П. Косолапов вступил в ряды ВКП(б), а в 1925 году сдал экстерном экзамен нормального военного училища.
В июле 1927 года назначен на должность командира взвода при губернском отделе ОГПУ в Костроме, а в феврале 1928 года — на должность командира взвода отдельном дивизионе ОГПУ в Ярославле. С февраля 1929 года служил 27-м стрелковом полку в составе дивизии особого назначения в Москве на должностях командира взвода полковой школы, заместителя командира по строевой части и командира стрелкового дивизиона, начальника полковой школы. В период с августа по ноябрь 1933 года принимал участие в боевых действиях против басмачества.
В декабре 1933 года назначен на должность командира 102-го дивизиона войск ОГПУ, дислоцированного на станции Подлипки, а в июле 1934 года — на должность начальника штаба 179-го полка войск НКВД.
В мае 1935 года Косолапов направлен на учёбу в Высшую пограничную школу НКВД, после окончания которой в январе 1937 года назначен на должность начальника штаба 236-го конвойного полка внутренних войск НКВД, а в ноябре того же года — на должность командира 173-го полка войск НКВД по охране особо важных предприятий промышленности и одновременно с октября 1938 года учился на вечернем факультете Военной академии имени М. В. Фрунзе, после окончания которого в апреле 1941 года назначен на должность начальника штаба 11-й стрелковой дивизии войск НКВД.

### Великая Отечественная война
С июня 1941 года исполнял должность командира 256-й стрелковой дивизии, формировавшейся на ст. Софрино (Пушкинский район, Московская область). С назначением генерал-майора С. А. Иванова на должность командира дивизии полковник П. П. Косолапов стал заместителем командира. После завершения формирования дивизия к 15 июля была передислоцирована в район Демянска и вскоре приняла участие в боевых действиях в ходе Смоленского сражения, а также Калининской оборонительной и наступательной операций.
В декабре 1941 года назначен на должность командира 132-й стрелковой бригады, формировавшейся в составе Уральского военного округа и в марте 1942 года направленной на Калининский фронт, в составе которого вскоре приняла участие в боевых действиях в Ржевско-Сычёвской операции, а после прорыва обороны противника — в выходе на окраину Ржева.
В октябре назначен на должность командира 49-й лыжной стрелковой бригады, а в феврале 1943 года — на должность заместителя командира 274-й стрелковой дивизии, которая вскоре принимала участие в боевых действиях в Ржевско-Вяземской наступательной операции и освобождении городов Ржев, Сычёвка и Вязьма.
14 июля 1943 года полковник П. П. Косолапов назначен на должность командира 359-й стрелковой дивизии, которая вскоре принимала участие в ходе Смоленской и Смоленско-Рославльской наступательных операций и освобождении г. Ярцево, за что дивизии было присвоено почётное наименование «Ярцевская».
Вскоре дивизия под командованием Косолапова участвовала в боевых действиях в Корсунь-Шевченковской, Проскуровско-Черновицкой, Львовско-Сандомирской, Карпатско-Дуклинской, Сандомирско-Силезской и Нижне-Силезской наступательных операциях.

### Послевоенная карьера
2 июля 1945 года назначен на должность заместителя командира 31-го гвардейского стрелкового корпуса, а в июне 1946 года — на должность генерал-адъютанта главкома Центральной группы войск; в связи с сокращением должности с февраля 1947 года состоял в распоряжении главкома этой группы войск. В апреле того же года назначен на должность командира 95-й гвардейской стрелковой дивизии, дислоцированной в Австрии, а 21 декабря 1950 года — на должность командира 59-й гвардейской стрелковой дивизии, дислоцированной в Одесском военном округе.
Генерал-майор Пётр Павлович Косолапов умер 2 сентября 1953 года в Тирасполе.

## Награды
- Два ордена Ленина (23.09.1944, 21.02.1945);
- Два ордена Красного Знамени (03.11.1944, 15.11.1950);
- Орден Суворова 2 степени (28.09.1943);
- Орден Кутузова 2 степени (29.05.1945);
- Орден Отечественной войны 1 степени (22.05.1943);
- Медали;
- Иностранные награды.